# Semana Santa en Huelma
La Semana Santa de Huelma es la conmemoración anual de la Pasión, Muerte y Resurrección de Cristo llevada a cabo a través de los cultos externos de las cofradías penitenciales desde el Domingo de Ramos al Domingo de Resurrección. 

## Historia
Huelma tiene una importante Semana Santa gracias a las hermandades que demuestran una gran sensibilidad y expresividad del fervor religioso. Llevan a cabo un activo programa cofrade durante el año con un importante número de cofrades y además integran a grupos jóvenes. A los desfiles procesionales asiste una gran cantidad de vecinos ya sea por religiosidad o tradición festiva popular. Se pueden observar en Huelma la decoración de balcones con banderolas y palmas.
De acuerdo con la documentación del archivo parroquial de Huelma los orígenes de la Semana Santa de Huelma se encuentran en el siglo XVI en el que se fundó la primera Cofradía Penitencial de La Santa Vera Cruz probablemente a modo y semejanza de la de Baeza. En el Archivo Histórico de Jaén hay documentos de 1598 relativos a La Cofradía de Nuestro Padre Jesús Nazareno “los nazarenos”, fundándose probablemente tras la fundación de la cofradía de nazarenos vinculada a los Carmelitas Descalzos de Úbeda. La Cofradía del Entierro del Santo Cristo se menciona en el Catastro de Ensenada de 1752. De 1756 data la Cofradía de Nuestra Señora de los Dolores en su Soledad, la única que no llega a desaparecer durante los años de la Guerra Civil.
En 2020 se han suspendido las procesiones y la asistencia a los actos litúrgicos por el COVID-19. La devoción y sentimiento de los vecinos ha dado lugar a la recreación de las procesiones desde los balcones, y la Tertulia Cofrade de Cristo del Refugio de Cadena Luna Radio y la Unión Local de Cofradías emitió marchas procesionales que los vecinos a su vez hicieron sonar desde sus los balcones.

## Imágenes titulares, pasos y enseres
Se pueden encontrar tallas los imagineros Domingo Sánchez Mesa, Francisco Romero Zafra, Tirao Carpio, Luis Álvarez Duarte y de los Talleres Olot.
Los pasos son portados según los estilos más característicos de Andalucíaː andas (malagueño), a dos hombros (granaino), a costal y portadores del titular sin trono.
El Cristo de la Buena Muerte no lleva trono y es portado directamente de la Cruz. La cofradía de la Expiración es pionera en la participación activa de las mujeres en la Semana Santa de Huelma. El viernes procesiona el Santo Sepulcro acompañado por las autoridades civiles y religiosas de la localidad y una representación de las demás cofradías huelmenses. 
El propio programa de la Semana Santa destaca por su sensibilidad, aproximación sencilla a cultura religiosa y ánimo evangelizador.
Los actos vandálicos de Guerra Civil dañaron los enseres y tallas primitivos de las hermandades. Entre los enseres de la Semana Santa huelmense cabe destacar los bordados del paso de palio de María Santísima de la Amargura, realizado a mano, o la orfebrería del Santo Sepulcro.

## Días de Pasión

### Domingo de Ramos
Jesús en su Entrada Triunfal en Jerusalén y San Juan Evangelista.

### Martes Santo
La Cofradía de la Santa Cruz realiza el Vía Crucis del Santísimo Cristo de la Buena Muerte, con música de capilla y el saludo de las cofradías a su paso por las casas hermandad. Los hermanos guardan silencio y portan una cruz.

### Miércoles Santo
Cofradía del Santísimo Cristo de la Expiración, Señor de la Humildad y María Santísima del Calvario. El Señor de la Humildad es portado por la primera cuadrilla de mujeres costaleras de Huelma.

### Jueves Santo
Cofradía de Nuestro Padre Jesús Cautivo de las Penas, Santísima Virgen de la Esperanza y San Juan Evangelista.
Cofradía de Gloria de la Adoración Nocturna, del Jueves Santo hasta Sábado Santo se mantiene un culto continuo a la imagen de Cristo sacramentado en la Hostia (conocido como monumento) en el sagrario de la Iglesia de la Inmaculada Concepción.

### Viernes Santo
Madrugáː Cofradía Nuestro Padre Jesús Nazareno, María Santísima de la Amargura, y Santa Mujer Verónica.
El viernes procesionan las cofradías del Santo Sepulcro y la Cofradía de María Santísima de los Dolores en su Soledad, teniendo un bello encuentro en el que la Virgen de los Dolores se despide de su hijo ya sepultado y comienza la procesión de la Soledad.

### Domingo de Resurrección
Misa en Santuario de la Virgen de la Fuensanta, rezo del Vía Lucis y entrega de los hornazos.

## Cofradías
Las cofradías que procesionan sonː
- Cofradía Penitencial de Nuestro Padre Jesús Nazareno, María Santísima de la Amargura y la Santa Mujer Verónica (los moraos)
- Cofradía Penitencial de la Santa Cruz
- Cofradía Penitencial de María Santísima de los Dolores en su Soledad
- Cofradía Penitencial de Jesús en su Entrada Triunfal en Jerusalén, Nuestro Padre Jesús Cautivo de las Penas, Santísima Virgen de la Esperanza y San Juan Evangelista (Sanjuaneros)
- Cofradía Penitencial del Santo Sepulcro
- Cofradía del Stmo. Cristo de la Expiración, Señor de la Humildad y María Santísima del Calvario (los coloraos)

Además participa en la Semana Santa las Cofradías de gloria de Adoración Nocturna.

## Bandas musicales
La Semana Santa de Huelma cuenta con tres bandas (bien como una agrupación musical, bien como una banda de música o banda de cornetas y tambores):
- A.M. María Stma. de la Esperanza (Sanjuaneros)
- A.S.C.M. Sebastián Valero
- Banda de CC.TT. Ntro. Padre Jesús Nazareno.

## Celebraciones litúrgicas
Durante la Cuaresma hay diversas misas a las que asisten las cofradías. Dentro de la propia Semana Santa se celebra la misa del Domingo de Ramos, con la bendición de ramos y palmas. Además se celebra el Vía Crucis. Además, se celebra el triduo pascual, en la parroquia se celebran jueves la misa de la Cena del Señor, el viernes el Santo Oficio, el sábado la Solemne Vigilia. El domingo en el Santuario de la Virgen de la Fuensanta se celebra el rezo del Vía Lucis. Posteriormente a la Semana Santa hay una misa de acción de gracias.

## Pregones
En Cuaresma hay dos pregones que son el pregón del costalero desde 2006 y el pregón de la Semana Santa que se lee el Sábado de Pasión y data del 2001.